# 山田洋一
山田 洋一（やまだ よういち）は日本のゲームクリエイター。任天堂情報開発本部所属。

## 略歴
スーパーファミコンの頃から、システム・ポリゴンの研究・開発に深く携わる。
『スターフォックス』や『ウェーブレース』、『ゼルダの伝説シリーズ』といった3D作品のシステム中枢の設計を担当する。その評価は一部で「任天堂最高のデザイナー」とまで言われるほど。ゼルダの伝説シリーズではほとんどの作品に何らかの形で携わっており（一部の外注作品やリメイク作品を除く）、同シリーズにおける主要なスタッフの一人となっている。
一時期は一線から退き、主に開発の補佐や監修に留まっていたが、2010年代以降はプランニング（ゲームデザイン）に積極的に関わっている。

## 作品
- ゼルダの伝説 神々のトライフォース：ディレクション補佐
  - ゼルダの伝説 時のオカリナ：ゲームシステムディレクション（青沼英二・小泉歓晃らと共同）
  - ゼルダの伝説 ムジュラの仮面：メモリーマネージメントディレクション
  - ゼルダの伝説 ふしぎの木の実：監修
  - ゼルダの伝説 風のタクト：ディレクション補佐
  - ゼルダの伝説 時のオカリナGC：ゲームシステムディレクション
  - ゼルダの伝説 神々のトライフォース（リメイク版）：ディレクション
  - ゼルダの伝説 4つの剣：監修
  - ゼルダの伝説 ふしぎのぼうし：監修
  - ゼルダの伝説 トワイライトプリンセス：ディレクション補佐（ダンジョンディレクション、宮永真と共同）
  - ゼルダの伝説 夢幻の砂時計：監修
  - リンクのボウガントレーニング：ディレクション補佐
  - ゼルダの伝説 大地の汽笛：監修
  - ゼルダの伝説 スカイウォードソード：プランニング
  - ゼルダの伝説 神々のトライフォース2：フィールドプランニング
  - ゼルダの伝説 トライフォース3銃士：ゲームプランニングリード
  - ゼルダの伝説 ブレス オブ ザ ワイルド：ゲームデザイン
- スーパーマリオ64：コースディレクション（山村康久と共同）
  - ルイージマンション：ディレクション補佐
- スターフォックス：ディレクション補佐
  - スターフォックス2：ディレクション補佐
- ウェーブレース64：デモシーケンスディレクション
- ピクミン：デバッグサポート